# Roberto Morales
Pour les articles homonymes, voir Morales.
Roberto Morales Erostarbe, né le 26 mars 1937 à Valmaseda et mort le 10 août 2024, est un coureur cycliste espagnol, professionnel de 1956 à 1965. Ses frères Jesús, Carmelo et Julio ont également été cyclistes professionnels.

## Palmarès
- 1955
  - 2e du GP Llodio
- 1956
  - GP Llodio
  - 3e du  GP Mugica
- 1957
  - Trophée Iberduero
  - 3e de la Prueba Loinaz
- 1958
  - Prueba Legazpia
  - Circuito Montañés :
    - Classement général
    - 1re et 3e étapes[2]

  - Circuito Nuestra Señora del Portal[2]
  - 2e du  GP Mugica
- 1959
  - Circuit de Getxo
  - Klasika Primavera
  - 3e du Trophée Iberduero[2]
  - 3e de la Prueba Loinaz
- 1960
  - Trophée Iberduero
- 1961
  - 1re étape de Barcelone-Madrid
  - Prueba Villafranca de Ordizia
  - 1re (contre-la-montre par équipes) et 4e étapes du Tour du Portugal
  - 2e du GP Pascuas
  - 3e de la Klasika Primavera
  - 3e de la Prueba Loinaz
- 1962
  - Circuit de Getxo
  - 2e du championnat d'Espagne de course de côte
- 1963
  - 3e étape du Circuito Montañés[2]
  - GP Ayuntamiento de Bilbao
  - 2e de la Subida al Naranco
  - 2e du GP Pascuas
- 1964
  - 3e étape du Tour de Catalogne
- 1965
  - 3ea et 3eb étapes du Tour d'Ávila[2]
  - Prueba Villafranca de Ordizia